# شلدان (بوشكان)
شلدان (بالفارسية: شلدان) هي قرية تقع في إيران في قسم بوشكان الريفي. يقدر عدد سكانها بـ 368 نسمة بحسب إحصاء 2016.